# ساعة حاسبة

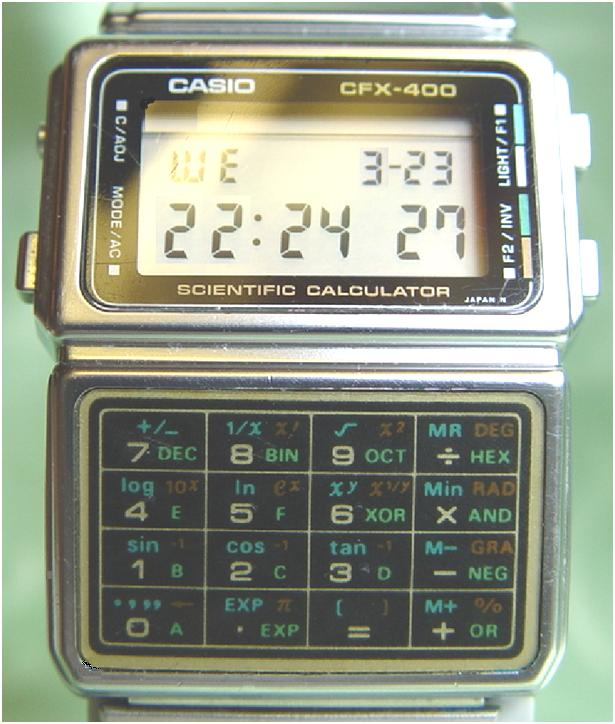
ساعة حاسبة علمية Casio CFX-400 تعود إلى عام 1985 تقريبًا.

الساعة الحاسبة هي ساعة رقمية مزودة بآلة حاسبة مدمجة، وعادةً ما تتضمن أزرارًا على واجهة الساعة. ظهرت ساعات الحاسبة لأول مرة في السبعينيات من القرن العشرين ولا تزال تُنتج، على الرغم من انخفاض شعبيتها التي بلغت ذروتها خلال الثمانينيات. كانت العلامات التجارية الأكثر هيمنة هي سلسلة كاسيو داتابنك وتايمكس.
تُجري معظم ساعات الحاسبة عمليات حسابية أساسية فقط (الجمع والطرح والضرب والقسمة). ومع ذلك، هناك العديد من الطرازات التي تحتوي على وظائف إضافية: علمية، بما في ذلك الدوال المتسامية والمثلثات، في الطرازات كاسيو CFX-20 و CFX-200 و CFX-400 وسيتيزن 49-9421، ووظائف مالية (كاسيو CBA-10) وأيضًا وظائف التحكم عن بعد في التلفاز (CMD-40B و CMD-30B).
عادةً ما تعمل ساعات الحاسبة بأرقام مكونة من ثمانية أرقام؛ ومع ذلك، يمكن أن تعمل ساعات الحاسبة بستة أرقام (على سبيل المثال، كاسيو C-801) أو عشرة أرقام (كاسيو CBA-10).

## التاريخ

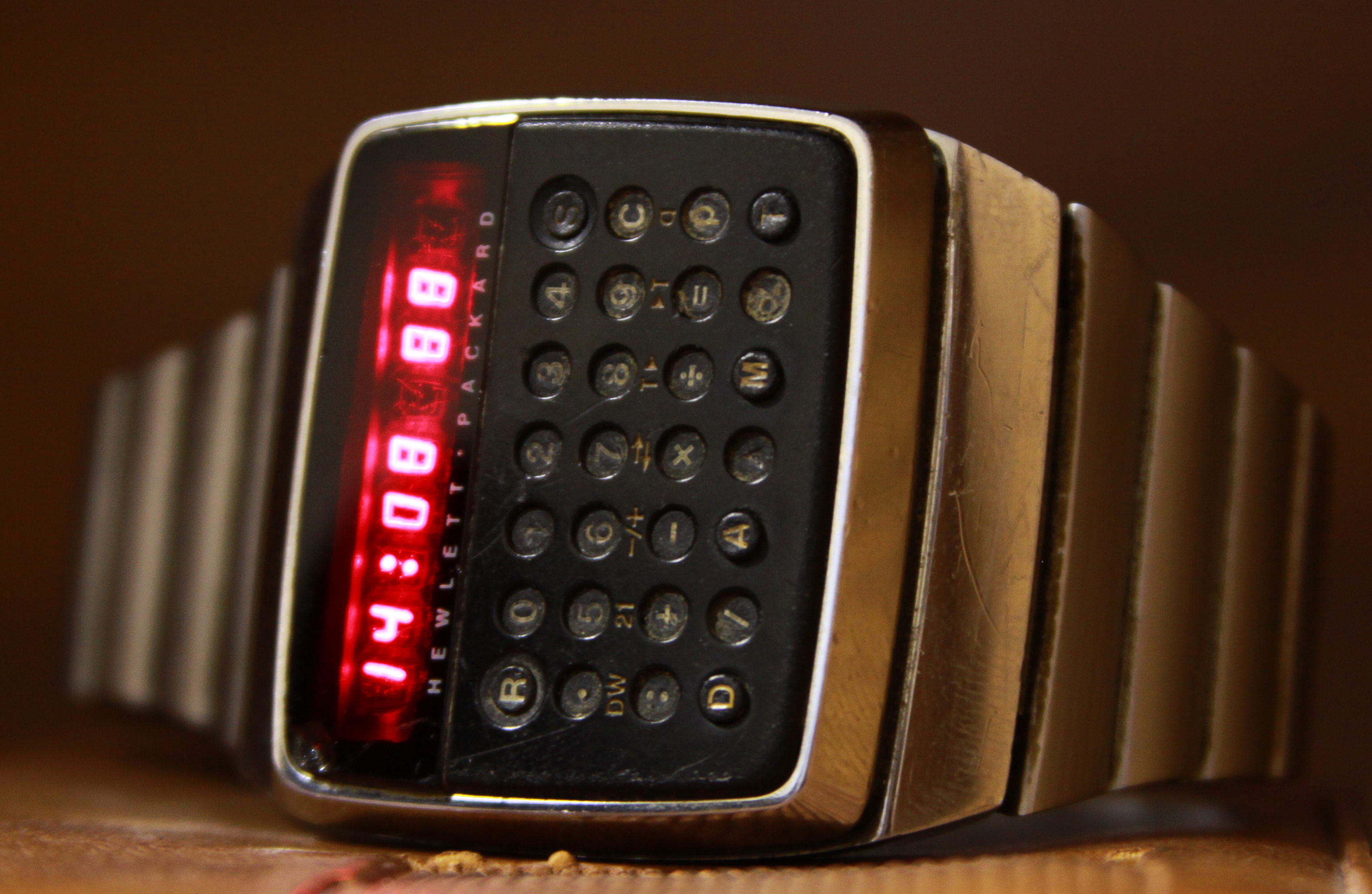
ساعة حاسبة HP-01

ظهرت الساعات الحاسبة لأول مرة في منتصف السبعينيات من القرن العشرين بواسطة بولسار (1975، كانت آنذاك علامة تجارية لشركة هاميلتون واتش) و هيوليت-باكارد.
كانت ساعة الحاسبة الشهيرة الأخرى هي Time Computer Calculator 901، التي يمكنها إجراء وظائف حسابية أساسية. كان لطراز 902 وظائف إضافية مثل حسابات النسبة المئوية. حملت ساعات Time سعرًا مرتفعًا (4000 دولارًا أمريكيًا) لأنها كانت مصنوعة من الذهب الخالص وتعمل بقلم بسبب صغر حجم أزرارها.
تشمل الساعات الشهيرة تلك من سيكو وسيتيزن، التي كان لبعضها وظائف مبتكرة.
أنتجت شركة الإلكترونيات اليابانية كاسيو أكبر مجموعة متنوعة من الساعات. في منتصف الثمانينيات، ابتكرت كاسيو ساعة الحاسبة داتابنك، التي كانت تؤدي وظائف الحاسبة وتخزن المواعيد والأسماء والعناوين وأرقام الهواتف. اكتسبت ساعات الحاسبة التي صنعتها كاسيو شهرة كبيرة بسبب ظهورها في الأفلام وأيضًا بسبب كونها خيار المشاهير خلال المناسبات العامة.
ظهرت ساعات الحاسبة المنتجة بكميات كبيرة في أوائل الثمانينيات، حيث تم إنتاج معظمها في منتصف العقد. بدأت شعبيتها تتلاشى في منتصف التسعينيات مع ظهور الهواتف المحمولة وأجهزة المساعد الرقمي الشخصي (PDA) الأرخص، التي يمكن أن تؤدي نفس الوظائف. تُعد ساعة الحاسبة الآن قطعة لهواة الجمع، وتطلب الساعات البارزة مثل ساعات تايمكس وبعض الأنواع الخاصة من ساعات الحاسبة كاسيو مثل CFX-400 سعرًا مرتفعًا في السوق المستعملة.